# 八巻酒造店
八巻酒造店（やまきしゅぞうてん）は、山梨県北杜市にある日本酒酒蔵で「甲斐男山」や「仲」が主力製品。文久2年（1862年）創業で、150年にも及ぶ伝統を受け継ぎ、仕込水は八ヶ岳の伏流水。　基本的に辛口、水感の強い日本酒が多く、近年流行りのフルーティーな吟醸香よりは伝統的な味わいが強い。

## ラインナップ
八巻酒造の主なラインナップは
- 甲斐山
- 巫女の舞
- 男山
- お館様
- 仲

などで、名称とデザインの似ている特定名称酒が多い。